# Черен лебед (филм, 2010)
Вижте пояснителната страница за други значения на Черен лебед.
„Черният лебед“ (на английски: Black Swan) е американски игрален филм от 2010 година, психологически трилър и хорър, режисиран от Дарън Аронофски. Главните роли се изпълняват от Натали Портман, Венсан Касел, Мила Кунис и Барбара Хърши.
В основата на сюжета е постановка на балета на Пьотър Чайковски „Лебедово езеро“, в която главната героиня трябва да играе и двете основни, същевременно антагонистични роли. Едната е на Белия, невинен и нежен лебед, която отлично съвпада с нрава на отдадената танцьорка Нина (Портман), и на Черния, мрачен и чувствен лебед, качества на новопривлечената Лили (Кунис). Чувство на огромно напрежение превзема Нина, когато трябва да се бори за ролята, което води до загубата на крехката ѝ връзка с реалността и залитането ѝ в кошмар наяве.
Аронофски създава основната концепция като свързва вижданията си за постановка на „Лебедово езеро“ с нереализиран сценарий за вторични изследвания и представата за преследване от двойник, подобно на фолклора за двойниците, т.нар. допелгенгери. Аронофски цитира „Двойникът“ на Фьодор Достоевски като още едно вдъхновение за филма. Режисьорът също така разглежда „Черният лебед“ като част от поредицата, започнала с Кечистът, тъй като и двата филма представят взискателни изпълнения за различни видове изкуство. Той и Портман обсъждат проекта през 2000 г. и след кратко обвързване с Юнивърсъл Студиос, „Черният лебед“ е продуциран в Ню Йорк през 2009 г. от „Фокс Сърчлайт Пикчърс“. Портман и Кунис взимат уроци по балет няколко месеца преди снимките, и влиятелни личности от света на балета помагат за изграждането на представлението.
Премиерата на филма е на откриването на 67-ия Международен филмов фестивал във Венеция на 1 септември 2010 година. Има ограничена поява в САЩ, започнала на 3 декември 2010 г., и излиза по световните киносалони на 17 декември. „Черният лебед“ се радва на положителна оценка от критиката, особено за изпълнението на Портман и режисурата на Аронофски, и докарва значителните приходи от $329 милиона. Филмът получава пет номинации за Оскар, а Портман получава Оскар за най-добра женска главна роля, както и награда за най-добра главна женска роля от различни гилдии и фестивали, включително БАФТА, а Аронофски е номиниран за най-добър режисьор. Освен всичко това, филмът получава номинация за най-добър филм.

## Български дублаж
| Озвучаващи артисти  | Елена Русалиева Силвия Лулчева Радосвета Василева Ася Рачева Васил Бинев |
| Преводач            | Яна Янева                                                                |
| Тонрежисьор         | Емил Енев                                                                |
| Режисьор на дублажа | Михаела Минева                                                           |